# دوري نيكاراغوا لكرة القدم
دوري نيكاراغوا لكرة القدم هو الدوري الوطني لكرة القدم في نيكاراغوا .البطل الحالي هو ريال إستيلي.